# Belo Pole
Belo Pole (makedonska: Бело Поле) är en ort i Nordmakedonien. Den ligger i kommunen Dolneni, i den centrala delen av landet, 70 kilometer söder om huvudstaden Skopje. Belo Pole ligger 607 meter över havet och antalet invånare är 329.